# Aquila (1926)
Aquila – włoski lotniskowiec z okresu II wojny światowej. Nigdy nie brał udziału w walkach.

## Historia
Jednym z punktów rozbudowy Regia Marina była budowa lotniskowców. Włosi nie mieli doświadczenia w budowie tego typu okrętów, więc postanowili przebudować duży statek pasażerski. Jednym z branych pod uwagę był statek pasażerski „Roma” o wyporności 32583 ton i długości 216 m. Włosi przewidywali 2 warianty przebudowy „Romy”:
1. transportowiec samolotów – przebudowa nadbudówek i dodanie pokładu lotniczego
2. pełnowartościowy lotniskowiec – całkowita przebudowa kadłuba, nadbudówek i pokładu.

Jednak w listopadzie 1940 roku Brytyjska Flota Śródziemnomorska zbombardowała port w Tarencie, zatapiając 3 pancerniki, podjęto wówczas decyzję o przebudowie Romy na pełnowartościowy lotniskowiec.

## Budowa i opis jednostki
Przebudowę zlecono stoczni Ansaldo w Genui. Pracę rozpoczęto w lipcu 1941 roku. W lutym 1942 „Roma” zmieniła nazwę na „Aquilę”. W czasie przebudowy z dawnego statku pasażerskiego zostały tylko blachy poszycia kadłuba. Poza tym był to zupełnie nowy okręt. Zamontowano na nim nowe silniki, dodatkowo został on przedłużony i poszerzony w wyniku dodania bąbli przeciwtorpedowych. Po przebudowie „Aquila” wyglądała jak lotniskowiec, czyli miała pokład lotniczy na górze i nadbudówkę po prawej burcie, za nadbudówką znajdował się potężny komin dorównujący wielkością kominom zamontowanych na amerykańskich lotniskowcach typu Lexington. Pokład startowy miał na rufie nawis charakterystyczny dla brytyjskich lotniskowców z tamtego okresu. Lotniskowiec miał 1 hangar, do którego można się było dostać za pomocą 2 wind lotniczych. Okręt posiadał na dziobie 2 niemieckie katapulty, które umożliwiały start samolotów z pokładu. Siłownia okrętowa złożona z 4 zespołów turbin i 8 kotłów została zabrana z planowanych lekkich krążowników „Cornelio Silla” i „Paolo Emilio”. Łączna moc wynosiła 151 000 koni mechanicznych. Moc ta miała pozwolić na osiągnięcie 30 węzłów. Zasięg „Aquili” wynosił 5500 mil morskich przy prędkości 18 węzłów. Lotniskowiec otrzymał prowizoryczne zabezpieczenia. Burty zostały wypełnione 60 cm warstwą mieszanki betonowej, która znajdowała się w dobudowanych do burt bąblach. Podobnie uczyniono z powiększoną stępką podwodną, w którą wlano cement dla poprawienia stateczności. Pokład startowy został osłonięty płytami pancernymi o grubości 70 milimetrów, które osłaniały także paliwo lotnicze i składy amunicji.

## Uzbrojenie
Uzbrojenie lotniskowca stanowiło 8 dział 135 mm umieszczonych pojedynczo, 12 armat przeciwlotniczych 65 mm również umieszczonych na podstawach pojedynczych oraz 132 działka przeciwlotnicze 20 mm. Przewidziano dla nich sześciolufowe stanowiska. „Aquila” posiadała grupę lotniczą złożoną z maksymalnie 51 samolotów typu Re.2001, które jednak nie posiadały składanych skrzydeł. Gdyby opracowano wersję ze składanymi skrzydłami liczba samolotów wzrosłaby do 70 sztuk.

## Służba i dalsze losy
Prawie dokończona „Aquila” we wrześniu 1943, po kapitulacji Włoch, została zajęta przez Niemców. Nowi właściciele nie przejawiali chęci dokończenia lotniskowca, który został ogołocony z wszystkich przydatnych elementów. W dodatku w wyniku sabotażu był unieruchomiony. 16 czerwca 1944 lotniskowiec został uszkodzony w wyniku amerykańskiego nalotu. Okręt został zatopiony w nocy 19/20 kwietnia 1945 w wyniku akcji żywej torpedy Chariot z mieszaną, brytyjsko-włoską załogą, co miało na celu niedopuszczenie do zablokowania przez Niemców portu w Genui. W 1951 wrak wydobyto i pocięto na złom.